# Плютинський Володимир Антонович
Володи́мир Анто́нович Плютинський (4 травня 1927, село Борисів, тепер Шепетівського району Хмельницької області — 14 вересня 2009, село Зоря Рівненського району Рівненської області) — український політик, народний депутат України 3—4-го скликань (1998—2005), один з найвідоміших організаторів сільськогосподарського виробництва в Україні. Депутат Верховної Ради УРСР 7—11-го скликань (1967—1990). Народний депутат СРСР (1989—1991). Член ЦК КПРС у 1990—1991 роках. Двічі Герой Соціалістичної Праці (8.04.1971, 8.05.1986).

## Біографія
Розпочав трудовий шлях у 1942 році лісорубом Ізяславського лісгоспзагу на Хмельниччині. Учасник партизанського руху під час німецько-радянської війни, з 1943 року був розвідником партизанського загону.
У липні — листопаді 1944 року — інструктор Плужнянського районного комітету ЛКСМУ Кам'янець-Подільської області. У листопаді 1944 — лютому 1945 року — секретар Каменського лісопункту Славутського ліспромгоспу Кам'янець-Подільської області.
У лютому 1945 — березні 1946 року — бригадир рільничої бригади, голова колгоспу «Жовтень» Волочиського району Кам'янець-Подільської області. У березні — жовтні 1946 року — бригадир рільничої бригади колгоспу імені Сталіна Плужнянського району Кам'янець-Подільської області.
З 1947 року — на Рівненщині. У січні 1947 — січні 1951 року — голова Клеванської промартілі «Коопхім» Клеванського району Ровенської області.
У лютому 1951 — березні 1958 року — голова укрупненого колгоспу імені Ворошилова Клеванського району Ровенської області. У квітні 1958 року обраний головою колгоспу «Зоря комунізму» Ровенського району, який під його керівництвом перетворився в 1987 році в агрофірму — потужний агропромисловий територіальний комплекс «Зоря» (консервний завод, завод склотари, м'ясокомбінат, тваринницькі комплекси, тепличне господарство, звіроферма, розвинуте рослинництво; соціальна сфера: палац культури, школи, спорткомплекс, дитсадки, побудова понад 800 квартир зі всіма зручностями). На кошти господарства збудована Рівненська Центральна районна лікарня у Клевані, санаторій «Червона калина».
У 1964 році закінчив Дубнівський сільськогосподарський технікум Рівненської області, за спеціальністю агрономія, а в 1978 році — заочно Львівський сільськогосподарський інститут, економіка і організація сільського господарства.
Очолював агропідприємство «Зоря» до кінця свого життя. Тепер агрофірма «Зоря» носить ім'я В. А. Плютинського.

## Політична діяльність
- член ВКП(б) з 1951 року
- Народний депутат СРСР
- Депутат Верховної Ради УРСР 7—11-го скликань. Член Президії Верховної Ради УРСР 10—11-го скликань.
- З березня 1998 по квітень 2002 — Народний депутат України 3-го скликання
- З квітня 2002 по березень 2005 — Народний депутат України 4-го скликання, обраний за списками виборчого блоку Ющенка «Наша Україна».
- З 09.07.2002 — в Аграрній (згодом Народній) партії

## Почесні звання
- двічі Герой Соціалістичної Праці (8.04.1971, 8.05.1986)
- Заслужений працівник сільського господарства УРСР (30.04.1987)
- Почесний академік Української академії аграрних наук

## Нагороди

### Ордени
| Дата       | Нагорода | Стрічка | Назва нагороди                                                                             |
| ---------- | -------- | ------- | ------------------------------------------------------------------------------------------ |
| 1958       |          |         | Орден Леніна                                                                               |
| 1965       |          |         | Орден «Знак Пошани»                                                                        |
| 1971, 1986 |          |         | Орден Леніна (двічі одночасно з присвоєнням почесного звання «Герой Соціалістичної Праці») |
| 1975       |          |         | Орден Жовтневої Революції                                                                  |
| 1981       |          |         | Орден Дружби народів                                                                       |
| 1985       |          |         | Орден Вітчизняної війни ІІ ступеня                                                         |
| 1997       |          |         | Орден «За заслуги»                                                                         |

### Основні медалі
| Дата       | Нагорода | Стрічка | Назва нагороди                                                                                      |
| ---------- | -------- | ------- | --------------------------------------------------------------------------------------------------- |
| 1965       |          |         | Медаль «Двадцять років перемоги у Великій Вітчизняній війні 1941—1945 рр.»                          |
| 1967       |          |         | Медаль «50 років Збройних Сил СРСР»                                                                 |
| 1970       |          |         | Медаль «За доблесну працю. В ознаменування 100-річчя з дня народження Володимира Ілліча Леніна»     |
| 1971, 1986 |          |         | Медаль «Серп і Молот» (двічі одночасно з присвоєнням почесного звання «Герой Соціалістичної Праці») |
| 1984       |          |         | Медаль «Ветеран праці»                                                                              |
| 1985       |          |         | Медаль «40 років перемоги у Великій Вітчизняній війні 1941—1945 рр.»                                |

## Основні відзнаки
- 11.05.1977 почесна грамота Президії Верховної Ради Української РСР
- 1984 Золота медаль ВДНГ СРСР
- 1984 Диплом І ст. ВДНГ УРСР

## Пам'ять
Відповідно до Указу Президії ВР СРСР від 3 березня 1949 була передбачена можливість встановлювати на честь заслуг двічі Героїв Соціалістичної Праці та двічі нагороджених медаллю «Серп і Молот» бронзові бюсти на їх батьківщині. Вдячні односельці встановили бюст Володимиру Антоновичу на центральній площі села.
Агрофірма «Зоря» також носить його ім'я.

### Публіцистична діяльність
Автор книг спогадів «По хвилях пам'яті» (2004) та «Записки председателя колхоза» (2007).

### Про Володимира Плютинського
- Парфенюк В. У своїй «Зорі» він побудував і комунізм, і соціалізм // Волинь-нова. — 4 травня 2017. — С. 1—2.